# Dragonsphere
Dragonsphere è un videogioco d'avventura sviluppato nel 1994 da MicroProse. Originariamente pubblicato per DOS, nel 2011 ne è stata distribuita su GOG.com una versione gratuita.